# Campeonato Sudamericano de Béisbol 2022
El Campeonato Sudamericano de Béisbol 2022 fue la XVIII versión del torneo organizado por la Confederación Sudamericana de Béisbol (CSB), que se llevó a cabo del 24 al 30 de julio del 2022 en Lima, Perú. Solo participaron Argentina, Brasil, Bolivia Ecuador y Perú.

## Primera ronda
| Posición | Equipo    | Ganados | Perdidos | C. Anotadas | C. Recibidas |
| -------- | --------- | ------- | -------- | ----------- | ------------ |
| 1        | Argentina | 4       | 0        |             |              |
| 2        | Brasil    | 3       | 1        |             |              |
| 3        | Ecuador   | 2       | 2        |             |              |
| 4        | Perú      | 1       | 3        |             |              |
| 5        | Bolivia   | 0       | 4        |             |              |

| Leyenda               |
| --------------------- |
| Avanzan a semifinales |
| Eliminados            |

### Resultados[1]
| Juego    | Fecha       | Ganador   | Resultado | Perdedor  |
| -------- | ----------- | --------- | --------- | --------- |
| Juego 1  | 24 de julio | Ecuador   | 0-10      | Argentina |
| Juego 2  | 24 de julio | Perú      | 16-0      | Bolivia   |
| Juego 3  | 25 de julio | Brasil    | 18-1      | Bolivia   |
| Juego 4  | 25 de julio | Ecuador   | 4-3       | Perú      |
| Juego 5  | 26 de julio | Brasil    | 7-4       | Ecuador   |
| Juego 6  | 26 de julio | Argentina | 10-4      | Perú      |
| Juego 7  | 27 de julio | Bolivia   | 0-10      | Argentina |
| Juego 8  | 27 de julio | Perú      | 7-12      | Brasil    |
| Juego 9  | 28 de julio | Bolivia   | 2-11      | Ecuador   |
| Juego 10 | 28 de julio | Argentina | 9-5       | Brasil    |

## Semifinal
Los equipos clasificados de la ronda anterior se enfrentaron según su posición 1° vs 4° y 2° vs 3°
| Juego       | Fecha       | Ganador | Resultado | Perdedor  |
| ----------- | ----------- | ------- | --------- | --------- |
| Semifinal 1 | 29 de julio | Ecuador | 0-7       | Brasil    |
| Semifinal 2 | 29 de julio | Perú    | 2-3       | Argentina |

## Finales
| Juego  | Fecha       | Ganador | Resultado | Perdedor  |
| ------ | ----------- | ------- | --------- | --------- |
| Bronce | 30 de julio | Perú    | 5-7       | Ecuador   |
| Oro    | 30 de julio | Brasil  | 2-0       | Argentina |

| Bandera de Brasil |
| Campeón Brasil    |
| Octavo título     |